# Вулиця Сергія Параджанова (Київ)
Ву́лиця Сергі́я Параджа́нова — вулиця в Шевченківському районі міста Києва, місцевість Нивки. Пролягає від вулиці Черняховського (двічі, утворюючи форму ламаної лінії).
Прилучаються вулиці Вовчогірська, Ґолди Меїр та провулок Сергія Параджанова.

## Історія
Вулиця виникла в середині XX століття під назвою 869-А Нова вулиця. У 1953 році отримала назву вулиця Шаумяна, на честь революціонера-більшовика Степана Шаумяна  (повторне рішення — 1955 року).
Сучасна назва на честь вірменського й українського кінорежисера Сергія Параджанова — з 2016 року.